# 2025 en Suisse
Chronologie de la Suisse
- 2021
- 2022
- 2023
- 2024
- 2025
- 2026
- 2027
- 2028
- 2029

2023 en Europe - 2024 en Europe - 2025 en Europe - 2026 en Europe - 2027 en Europe

## Gouvernement au 1erjanvier 2025
- Conseil fédéral[1] :
  - Karin Keller-Sutter (PLR/SG), présidente de la confédération
  - Guy Parmelin (UDC/VD), vice-président de la confédération
  - Ignazio Cassis (PLR/TI)
  - Albert Rösti (UDC/BE)
  - Elisabeth Baume-Schneider (PS/JU)
  - Beat Jans (PS/BS)
  - Viola Amherd (LC/VS), démissionaire au 31 mars, remplacé par Martin Pfister (LC/ZG)[2]

## Faits marquants

### Janvier
- 20 au 24 janvier : Forum économique mondial à Davos.

### Février
- 9 février : votation fédérale sur la responsabilité environnementale, l'initiative est rejetée.
- 20 février : le gouvernement helvétique reconnait que son programme de placement forcé d'enfants manouches et yéniches « Les Enfants de la grand-route » est constitutif d'un crime contre l'humanité[3].

### Mars
- 2 et 23 mars : élections cantonales valaisannes.

### Avril
- x

### Mai
- 13 au 17 mai : Concours Eurovision de la chanson 2025 à Bâle.
- 28 mai : le village de Blatten dans le canton du Valais est détruit par l'effondrement du glacier du Birch. Une personne est portée disparue[4].

### Juin
- 15 au 22 juin : Tour de Suisse cycliste.

### Juillet
- 2 au 27 juillet : Championnat d'Europe féminin de football.
- 4 au 12 juillet : 24e édition du festival international du film fantastique de Neuchâtel.

### Août
- 6 au 16 août : Festival international du film de Locarno.
- 12 août : l'équipe de l'avion solaire SolarStratos réclame le record absolu d'altitude en avion électrique et solaire piloté. Raphaël Domjan atteint l'altitude de 9 521 mètres dans les Alpes Suisses[5].
- 15 août : échec du second cycle de négociations sur le traité international contre la pollution plastique à Genève[6].

### Septembre
- 28 septembre : votation fédérale sur deux objets.

### Octobre
- x

### Novembre
- 30 novembre : votation fédérale, potentiellement sur trois objets.

### Décembre
- x

### Articles sur l'année 2025 en Suisse
- Votations fédérales de 2025 en Suisse

### L'année 2025 dans le reste du monde
- L'année 2025 dans le monde
- 2025 par pays en Amérique, 2025 au Canada, 2025 aux États-Unis
- 2025 en Europe, 2025 dans l'Union européenne, 2025 en Belgique, 2025 en France, 2025 en Italie
- 2025 en Afrique • 2025 par pays en Asie • 2025 par pays en Océanie, 2025 en Océanie • 2025 en Antarctique
- 2025 aux Nations unies
- Décès en 2025